# لوون کمالیان
لوون جان کمالیان ( انگلیسی: Levon John Kemalyan؛ ۲۴ فوریهٔ ۱۹۰۷ – ۲ نوامبر ۱۹۷۶) کارآفرین ارمنی‌تبار اهل ایالات متحده آمریکا بود.

## زندگی‌نامه
وی در ۲۴ فوریهٔ ۱۹۰۷ در فرزنو، کالیفرنیا به دنیا آمد . وی در ۲ نوامبر ۱۹۷۶ در سن ۶۹ سالگی در فرزنو، کالیفرنیا درگذشت